# Tây Hoa Lư
Tây Hoa Lư là một phường nằm ở trung tâm tỉnh Ninh Bình, Việt Nam.

## Địa lý
Tây Hoa Lư nằm cách phường Hoa Lư - trung tâm tỉnh lỵ Ninh Bình 10 km về phía Tây Bắc, theo tuyến quốc lộ 1 cũ rẽ quốc lộ 38B hoặc đường đại lộ Tràng An. Phường Tây Hoa Lư có vị trí địa lý tiếp giáp với nhiều phường xã nhất ở tỉnh Ninh Bình:
- Phía đông giáp phường Hoa Lư và phường Nam Hoa Lư.
- Phía tây giáp xã Thanh Sơn và xã Quỳnh Lưu.
- Phía nam giáp phường Yên Sơn.
- Phía đông bắc giáp xã Ý Yên.
- Phía bắc giáp các xã Đại Hoàng, Gia Phong, Gia Trấn, Gia Vân và Phong Doanh.

Địa bàn phường có Quần thể di sản thế giới Tràng An và Quần thể di tích Cố đô Hoa Lư. Phường Tây Hoa Lư nằm trải dài bên các dòng sông Đáy, sông Hoàng Long và sông Bến Đang và là phường có diện tích lớn nhất tỉnh Ninh Bình. 
Phường Tây Hoa Lư	có diện tích:	84,96	km², 	dân số:	46.648	người, mật độ dân số: 	549	người/km². 	Đây là đơn vị có diện tích xếp thứ:	2	, số dân xếp thứ: 	11	và mật độ dân số xếp thứ: 	122	trong số 129 xã, phường ở Ninh Bình.

## Lịch sử
Theo Nghị quyết số 1674/NQ-UBTVQH15 ngày 16/6/2025 về sắp xếp các đơn vị hành chính cấp xã của tỉnh Ninh Bình năm 2025, Sắp xếp toàn bộ diện tích tự nhiên, quy mô dân số của phường Ninh Giang, các xã Trường Yên, Ninh Hòa, Phúc Sơn, Gia Sinh và phần còn lại của xã Gia Tân thành phường mới có tên gọi là phường Tây Hoa Lư.

## Giao thông
Phường Tây Hoa Lư có hệ thống giao thông đường bộ và đường thủy rất thuận lợi:
- Quốc lộ 1: chạy qua phường từ cầu Gián Khẩu đến gần cầu Huyện, đường tránh từ ngã tư Ninh Giang tới giao với QL38B.
- Quốc lộ 12B: chạy qua phía tây phường, là một phần ranh giới với phường Yên Sơn.
- Quốc lộ 21C: được quy hoạch đi từ đê sông Hoàng Long theo đại lộ Tràng An nối tới Tam Cốc.
- Quốc lộ 38B: từ cầu huyện qua cố đô Hoa Lư - chùa Bái Đính - Chiến khu Quỳnh Lưu nối tới QL12B
- sông Đáy: từ cầu Gián Khẩu chảy bên làng cổ La Mai.
- sông Hoàng Long: chảy ở ranh giới phía bắc với xã Đại Hoàng và Gia Vân.
- Sông Bến Đang: chảy dọc ranh giới phía tây Quần thể di sản thế giới Tràng An.

## Di tích - danh thắng

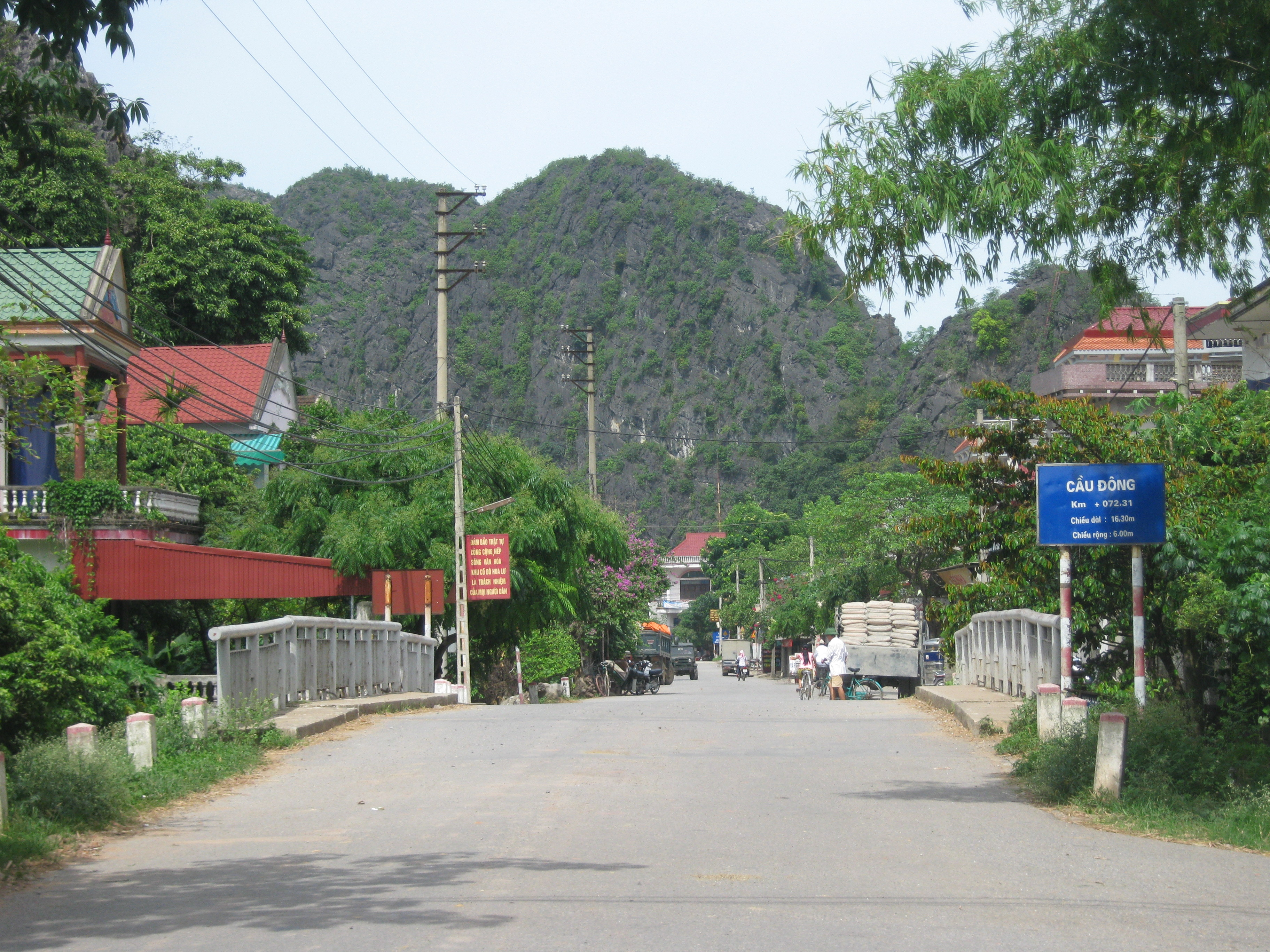
Phố Cầu Đông nối làng cổ Yên Thành và làng cổ Yên Thượng

- Cố đô Hoa Lư là kinh đô của nhà nước phong kiến tập quyền đầu tiên ở Việt Nam, hiện còn nhiều di tích cung điện, đền, chùa, lăng mộ... liên quan đến các triều đại Đinh, Tiền Lê và Lý.
- Quần thể danh thắng Tràng An với hệ thống các hang động, thung nước, rừng cây và các di tích lịch sử gắn với kinh thành xưa của cố đô Hoa Lư. Nơi đây có 3 vùng lõi đã được xếp hạng di tích quốc gia đặc biệt và được Unesco công nhận là di sản thế giới.
- Quần thể chùa Bái Đính được các báo giới tôn vinh là một quần thể chùa lớn nhất Đông Nam Á.[2][3]
- Đàn Kính Thiên Tràng An là công trình kiến trúc được phục dựng để bảo tồn và phát huy giá trị lịch sử của kinh đô Hoa Lư xưa. Đàn Tế Trời là nơi thờ Ngọc Hoàng Thượng đế cùng các vị thần trên thiên đình là Nam Tào, Bắc Đẩu, Phạm Thiên, Đế Thích và là nơi thực hiện các nghi lễ do Đức Vua chủ trì.
- Các điểm du lịch tiêu biểu khác: động Thiên Hà, sông Hoàng Long, chiến khu Quỳnh Lưu, chùa Duyên Ninh, chùa Nhất Trụ, đền Vực Vông,...